# 수탉 (희곡)
《수탉》은 극작가 이대현의 희곡이다. 2018년 성공적인 초연에 이어 2019년 재공연으로 다시 한번 저력을 입증한 연극 <수탉>의 대본이다. 1980년 5월 어느 날, 여덟 살 은호를 찾아온 ‘잔혹하고 야비한 매혹의 정복자’ 수탉. 은호는 수탉 때문에 난생처음 낯선 공포감에 사로잡힌다. 군림하는 수탉에 맞서 은호는 빼앗긴 마당과 평화로운 일상을 되찾을 수 있을까? 광주항쟁을 연상시키는 배경과 주제건만, 어린 은호가 들려주는 그 시절 일상에 대한 얘기는 동화 같다. 은호 외에도 오직 음악만을 들려주는 악사, 오직 몸짓만을 보여 주는 수탉이 등장해 의외의 묵직한 존재감을 뽐낸 공연으로 화제를 모았다.

## 줄거리
친구들과 어울려 노는 것이 제일 즐거운 시골 어린이 은호와 어느 날 갑자기 앞마당에 나타나서 무자비한 힘을 과시하며 위계질서를 강요하는 수탉의 갈등. 누구나 한 번쯤 성장하면서 겪는 일이다. 때로는 한 사회의 구성원이 집단으로 겪는 극단의 경험이기도 하다. ＜수탉＞은 두려움을 극복한 용감한 영웅에 대한 얘기가 아니다. 존엄과 행복을 위해 두려움에 한 발 다가서는 인간의 본성과 정신에 대한 이야기다.
아카시아 향기가 가득한 1980년 5월 어느 날, 은호의 집에 수탉이 나타났다. 수탉은 오자마자 은호의 집에서 기르던 다른 닭들을 제압해 우두머리가 되었고, 은호와 친구들, 은호의 동생과 마당에서 키우던 강아지까지 위협하며 은호네 마당을 정복한다. 빼앗긴 마당을 되찾기 위해 은호는 두려운 수탉과 맞서야만 하는 상황이다.
작품에는 세 명의 캐릭터가 등장한다. 모든 대사를 연기하는 은호, 몸짓만으로 연기하는 수탉, 그리고 음악을 통해 이야기에 관여하는 악사. 이렇게 각기 다른 언어를 부여받은 등장인물들이 갈등을 부각한다. 공연에서는 이들의 연기를 통해 이 독특한 무대를 체험할 수 있었다. 이 책에서는 무대를 채웠던 음악은 한 편의 시, 수탉의 몸짓은 그 내면까지 비춰 보이는 한 편의 에세이가 되어 여덟 살 은호의 동심 가득한 입말과 어우러진다. 이 완벽한 앙상블이 전하는 동화 같은 이야기를 통해 독자는 잠시 철도 없고 겁도 없었던 유년기의 한때로 돌아가는 동시에 엄혹했던 시대를 아련한 아카시아 꽃향기와 함께 떠올려 보게 된다.